# Emoia samoensis
Emoia samoensis — вид сцинкоподібних ящірок родини сцинкових (Scincidae). Мешкає на островах Самоа.

## Поширення і екологія
Emoia samoensis мешкають на території Самоа і Американського Самоа. Вони живуть в первинних і вторинних вологих тропічних лісах, на висоті до 1300 м над рівнем моря. Ведуть переважно деревний спосіб життя, зустрічаються на стобурах дерев та серед низької рослинності на висоті до кількох метрів над землею.

## Збереження
МСОП класифікує цей вид як такий, що перебуває під загрозою зникнення. На острові Саваї Emoia samoensis загрожує хижацтво з боку інтродукованих хижих мурах Anoplolepis gracilipes, а на островах Американського Самоа — з боку щурів і кішок.